# Полуостров Веры

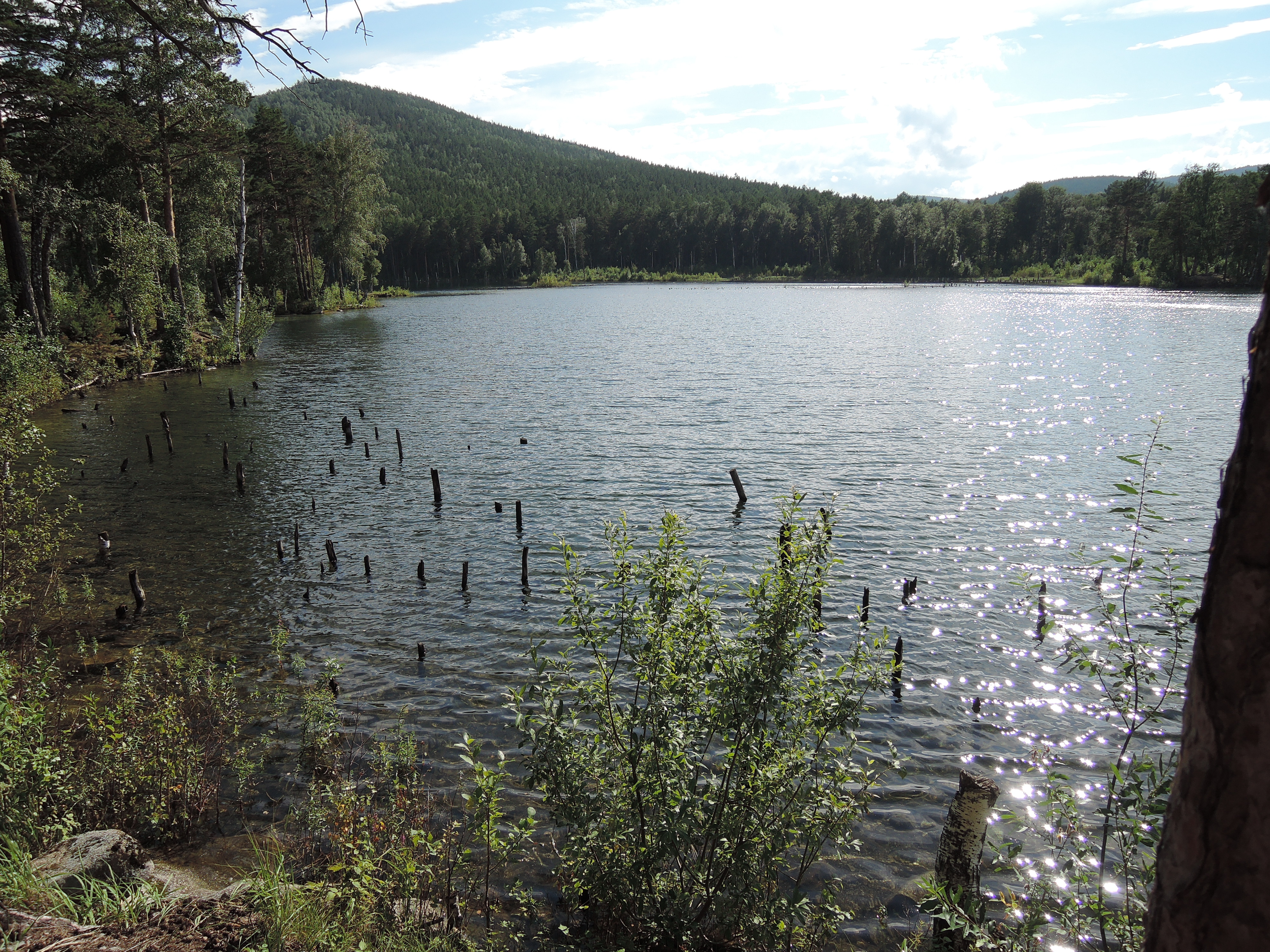
Западные берега острова Веры (слева) и озера Тургояк (справа)

Полуо́стров Ве́ры (Пинаевский, Пинаев) — полуостров в России, у западного берега озера Тургояк в Челябинской области России. При высоком уровне воды является островом, при низком уровне воды соединяется с берегом перешейком, превращаясь в полуостров. Площадь полуострова 0,08 квадратных километров (8 гектаров).

## История названия
Прежде полуостров назывался Пинаевским по фамилии крестьянина Пинаева, сподвижника Емельяна Пугачёва, который при императрице Екатерине II скрывался в пещере на полуострове. Современное название получил от старообрядческой отшельницы Веры, по легенде проживавшей на полуострове в начале XIX века. Связывают также с Верой, настоятельницей Знаменского старообрядческого скита (около села Шарташ), разогнанного в 1830-х годах.

## Археологические исследования

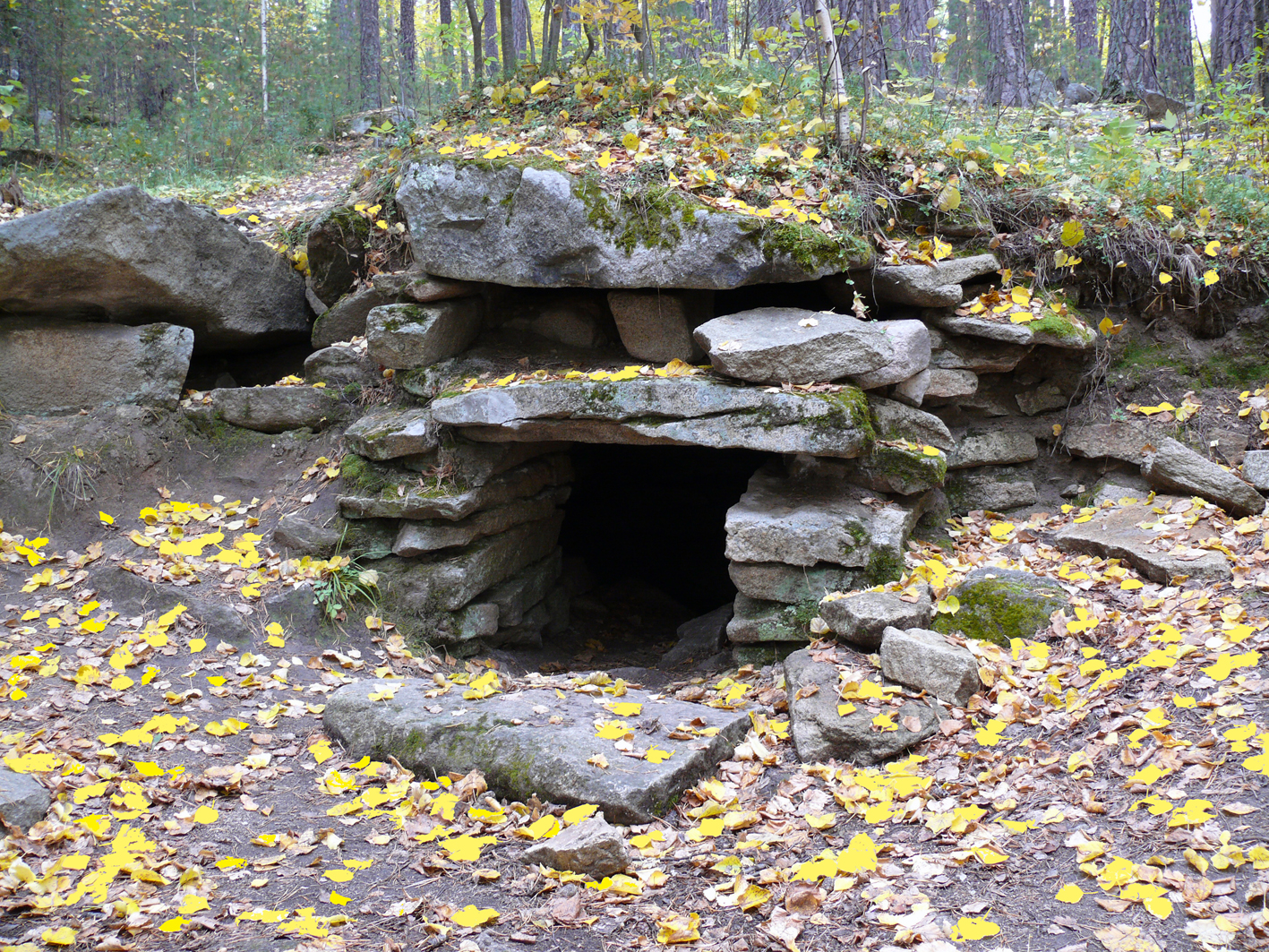
Мегалит № 2 на острове Веры

На полуострове Веры находится комплекс археологических памятников (мегалитов — камерной гробницы, дольменов и менгиров) — мегалиты острова Веры. Мегалиты сооружены предположительно около 6000 лет назад, в 4-м тысячелетии до н. э.
Первое описание полуострова и остатков старообрядческого скита XVIII—XIX века в виде остатков келий, кладбища и церкви сделал Николай Филянский в 1909 году.
На полуострове с 2004 года проводятся постоянные научные исследования. В ходе археологических работ на полуострове расположено 38 археологических памятников, в том числе: камерная гробница, каменоломня 4-го тысячелетия до н. э. Найдена стоянка неандертальцев (60—100 тысяч лет назад). Планируется открытие на острове археологического музея-заповедника и музея мегалитов под открытым небом.